# ブジピ川
ブジピ川（グルジア語: ბზიფი、グルジア語ラテン翻字: Bzipi、グルジア語発音: [bzipi]）あるいはブジブ川（アブハズ語: Бзыҧ、アブハズ語ラテン翻字: Bzyṗ、アブハズ語発音: [bzɪb]）は、ジョージアのアブハジア自治共和国を流れる川。コドリ川と並ぶ、アブハジアの2大河川の一つである。歴史的にはカポエティスツカリ川（グルジア語: კაპოეტისწყალი、グルジア語ラテン翻字: Kapoetistskali）とも呼ばれていた。ジョージア国内では12番目に長い川である。ブジピ川の渓谷には多様な草花が生育している。特に上流の峡谷部では1株で100輪の花を咲かせる、キキョウ科の多年草「カンパニュラ・ミラビリス」がよく知られている。特徴的な鮮やかさを持つ花であり、「アブハジアの植物の女王」とも呼ばれている。ブジピ川は1904年から1917年までスフミ管区とソチ管区の境界であった。

## 語源
「ブジピ川」は比較的新しい名称であり、1820年代までは「カポエティスツカリ」と呼ばれていた。カポエティスツカリは「カポエティ」（კაპოეტი）の「川」（წყალი）という意味である。カポエティ（კაპოეტი）はジョージア西部のほぼすべての淡水域に生息するコイ科の魚であり、ツカリ（წყალი）は古ジョージア語で「川」を意味している。この川にはほかにも多様なマスが生息している。1820年代以降からは「ブジピ」という呼称が見られるようになったが、これはセイヨウツゲを指すジョージア語「ブザ」（ბზა）に由来すると考えられている。アブハジア地域ではセイヨウツゲが生育する峡谷の近くを流れる川を「ブジピ」と呼んでいる。

## 地理

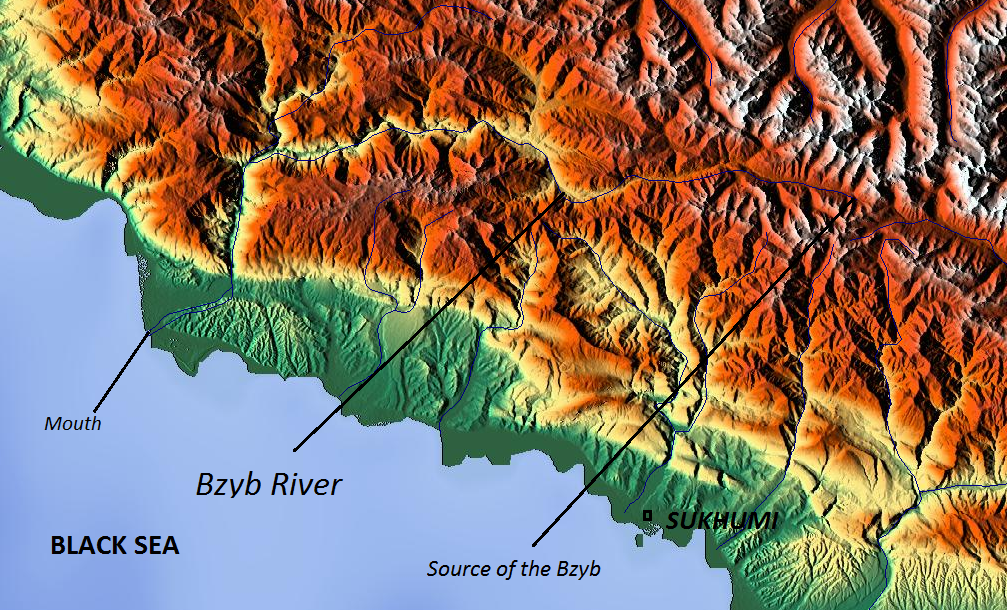
ブジピ川の流域の地図

ブジピ川の流域はコーカサス山脈の温暖湿潤気候地域に属する。川の長さは110キロメートルであり、アブハジアでもっとも長い。年平均流量は96立方メートル毎秒、流域面積は1,510平方キロメートルであり、アブハジアの河川ではコドリ川に次ぐ第2位の流量および広さである。河口は黒海にあり、河口において河川流が2つに分流している。
ブジピ川は大コーカサス山脈の西部、北緯43度17分47秒、東経41度13分49秒の標高2,300メートル付近を水源とし、河口近くで2つに分流して北緯43度11分18秒、東経40度16分52秒の付近で黒海に流れ出る。ブジピ川では上流から流れ落ちてきた粘土、泥灰土、苦灰岩、砂岩などが見られる。ブジピ川の谷はブジピ山脈やガグラ山脈など大コーカサス山脈に属するいくつかの山脈に隣接している。ブジピ川はアラビカ山をブジピ山脈から分離するように峡谷が流れ、深い洞窟を数多く形成する顕著なカルスト地形となっている。支流にはブジピ山脈の最高峰ヒムサ山を水源とするヒムサ川がある。またリツァ湖の水源となっているイウプシャラ川もブジピ川の支流である。ブジピ川とイウプシャラ川の峡谷に沿って、黒海とリツァ湖を結ぶ道路が通っている。
ブジピ川の流域の南東には、黒海に突き出たビチヴィンタ岬がある。この地域で観測された地震データにより、海底斜面の谷が中新世から鮮新世の礫岩地層に切り込んでいることが判明した。切り込んでいる谷の長さは十数メートルにわたる。この岬はブジピ川によって運ばれた土砂が長い年月をかけて堆積することで形成された。1967年にアナトリー・マンディチが収集したデータによると、ブジピ川には年間約17万トンの砂礫や土砂が流れている。これはムジムタ川とプソウ川の合計に匹敵する量である。アブハジア北部のブジピ川上流域にはブジピ・アブハズ人（アブハズ人の3つの民族的サブグループの一つ）が住んでいる。彼らは独自の方言（ブジピ方言）を持っている。ブジピ川は、高地の森林地帯から材木を輸送するための交通路としても利用されている。
ジョージアにおいて、ブジピ川は水力発電の観点で黒海流域における最重要河川の一つと位置づけられている。最重要河川の位置づけにあるコドリ川、キラスリ川、グミスタ川、そしブジピ川を合わせた水力発電の潜在能力は350万キロワットを超えると評価されている。

## 植物と動物

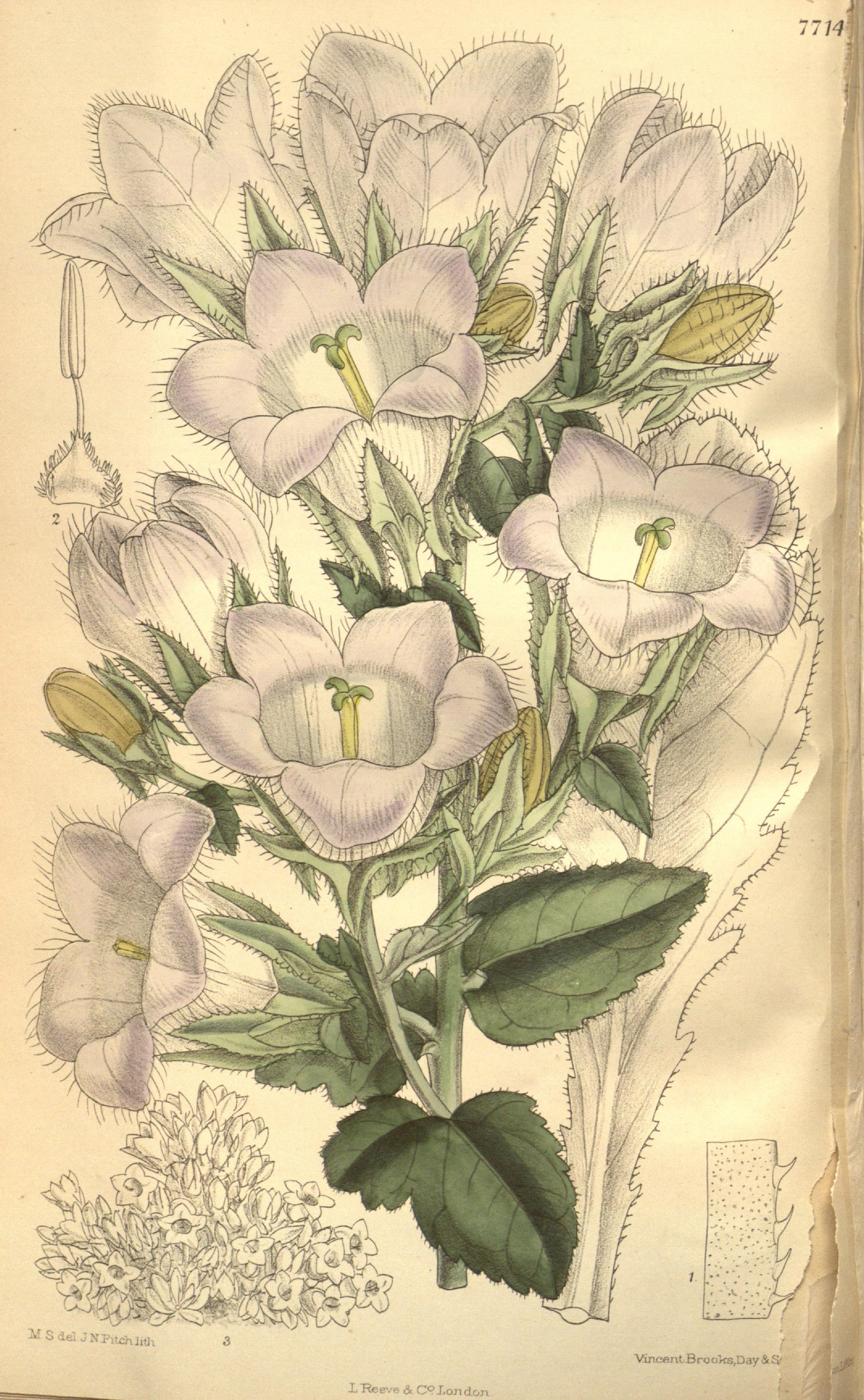
「アブハジアの植物の女王」と形容されるキキョウ科の多年草「カンパニュラ・ミラビリス」

ビチヴィンタの河口から上流のリツァ湖に至るまで、ブジピ川の渓谷には豊かな植物相が広がっている。上流部は河面からの高さが両岸とも300メートル超える狭い峡谷となっており、急峻な岩の斜面がせまっている。峡谷の斜面には草本植物が生えており、多くの種が発見されている。特に、「アブハジアの植物の女王」と形容されるキキョウ科の多年草「カンパニュラ・ミラビリス」が有名である。これは1株で100輪の花を咲かせると言われており、6月から8月にかけて色鮮やかな青い花が峡谷一面を覆うように咲き乱れる。またリツァ湖の近くでもキキョウ科の多年草「Campanula paradoxa」が発見されている。これは大きな葉のロゼットを持ち、側枝から花序を出して白い花を咲かせる。その他、ブジピ川の渓谷では「Campanula albovii」や「Campanula dzyschrica」といったキキョウ科の固有種が見られる。また「Aquilegia gegica」（淡い青色のオダマキ）、「Ranunculus suukensis」（大きいもので直径2.5センチメートルの花を咲かせるキンポウゲ）、そして「Woronowia speciosa」（バラ科の固有種。ダイコンソウ属の近縁だが花や葉が大きく別属である）などが知られている。
ブジピ川の河口にはビチヴィンタ岬があり、その近くにインキティ湖がある。この湖にはブジピ川の水が流れ込んでいる。古代都市ピチウンティ（現在のビチヴィンタ）が建設されたとき、インキティ湖は黒海とつながっており、かつては内港であった。この場所での考古学的な調査により、古代の遺物や建造物の基礎が発見されている。またこの地にあった古代の神殿は、湖の水位が変化したため水没したと言われている。
ブジピ川の流域にはモミ属の樹木が多く生育している。ブジピ川の上流では国際自然保護連合が絶滅危惧種に指定しているトカゲ「Darevskia alpina」の個体群が多数確認されている。
またブジピ川の渓谷の広域に大規模な農業試験場があり、世界各地から持ち込まれた植物種が栽培されている。この地の気候で生育した植物の中には珍しいものもあり、例えば沿岸部に育つアメリカスギ「Sequoia sempervirens」や、ヒマラヤスギ「Cedrus deodara」が挙げられる。樹齢50年のアメリカスギもあり、高さは25メートルにまで成長している。

## 開発と観光
かつてソビエト連邦の閣僚会議議長を務めたニキータ・フルシチョフは、ブジピ川の河口近くのビチヴィンタにお気に入りの保養地があったことから、ブジピ川に大規模なダムと水力発電所の建設を提案したことがある。しかしこの提案はフルシチョフ専属の専門家によって却下された。ブジピ川にダムを建設した場合、ビチヴィンタに壊滅的な海岸侵食が発生すると考えたためである。最終的にダムは、海岸線への影響が少ないだろうとの評価によりエングリ川に建設されることとなり、1961年に着工した（エングリダム）。その後、フルシチョフの耳には、クーデターの噂が入ることが続いた。1964年10月13日、ビチヴィンタで休暇を取っていたフルシチョフは政治局の召喚を受けモスクワに呼び戻され、縁故採用や汚職、その他いくつかの刑事事案の告発で起訴状を渡された。フルシチョフは退陣を求められ、翌10月14日に辞任した。フルシチョフはブリーフケースを息子セルゲイに渡し、「これまでだ。私は引退する」と告げた。
ブジピ川でのスポーツは、カヤッキングやラフティングが人気となっている。リツァ保護区にある山岳地帯のリツァ湖周辺は、森と山地河川の合間で育てられたワインが有名である。アブハジア地域の土産となるワインには「リツァ」「ノヴィ・アフォン」といった銘柄がある。
ブジピ川の河口にあるビチヴィンタ岬には、ビチヴィンタの古代集落、灯台、10世紀の寺院、博物館、そして1926年から維持されているマツの老木など、多くの名所が存在している。